# Echelbeek
De Echelbeek of Winterbeek is een beek in de Belgische gemeenten Houthalen-Helchteren en Heusden-Zolder. Ze is een zijbeek van de Laambeek. De Echelbeek is samen met de rest van het gebied tot beschermd natuurgebied verklaard.

## Loop
De Echelbeek ontspringt ten oosten van Lillo als de Winterbeek en mondt via een trappensysteem uit in de Laambeek bij het bos van Kasteel Vogelsanck. Ze loopt ten oosten van het Hortelbos en voedt de visvijvers van het Kanaalke, dat de voor de steenkoolmijnen mijnschachten van koelwater voor de machinerie en de mijnwerkers van douchewater voorzag. In Zolder gaat ze ondergronds en ze gaat onder de A2/E314 door. Tussen de domeinen van Terlaemen en Vogelsanck - in natuurgebied Weyerman - mondt ze uit in de Laambeek, die bij Lummen in de Mangelbeek uitmondt.

## Vernieuwing
In 2014 overstroomde de beek als gevolg van slecht onderhoud. In 2015–2016 werden daarom grootschalige plannen bekendgemaakt: zo zouden onder meer de oevers van de Echelbeek worden vrijgemaakt en meer vis worden uitgezet in de beek. Ook werd daarmee gehoopt op terugkeer van de ijsvogel in het gebied. Op 29 mei 2016 werd het project aangevangen.

## Galerij

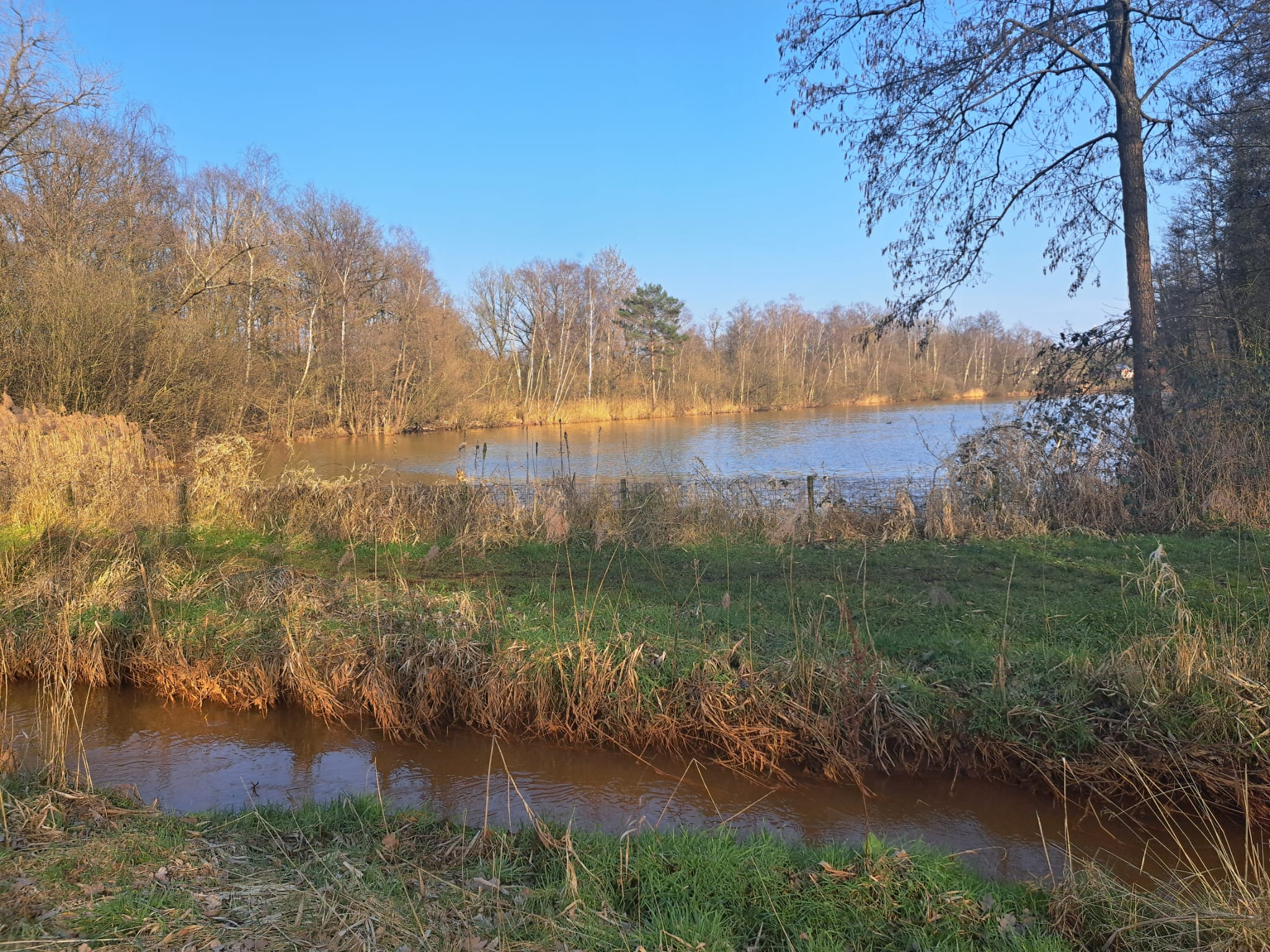
De Echelbeek voedt de vijvers van het Kanaalke.
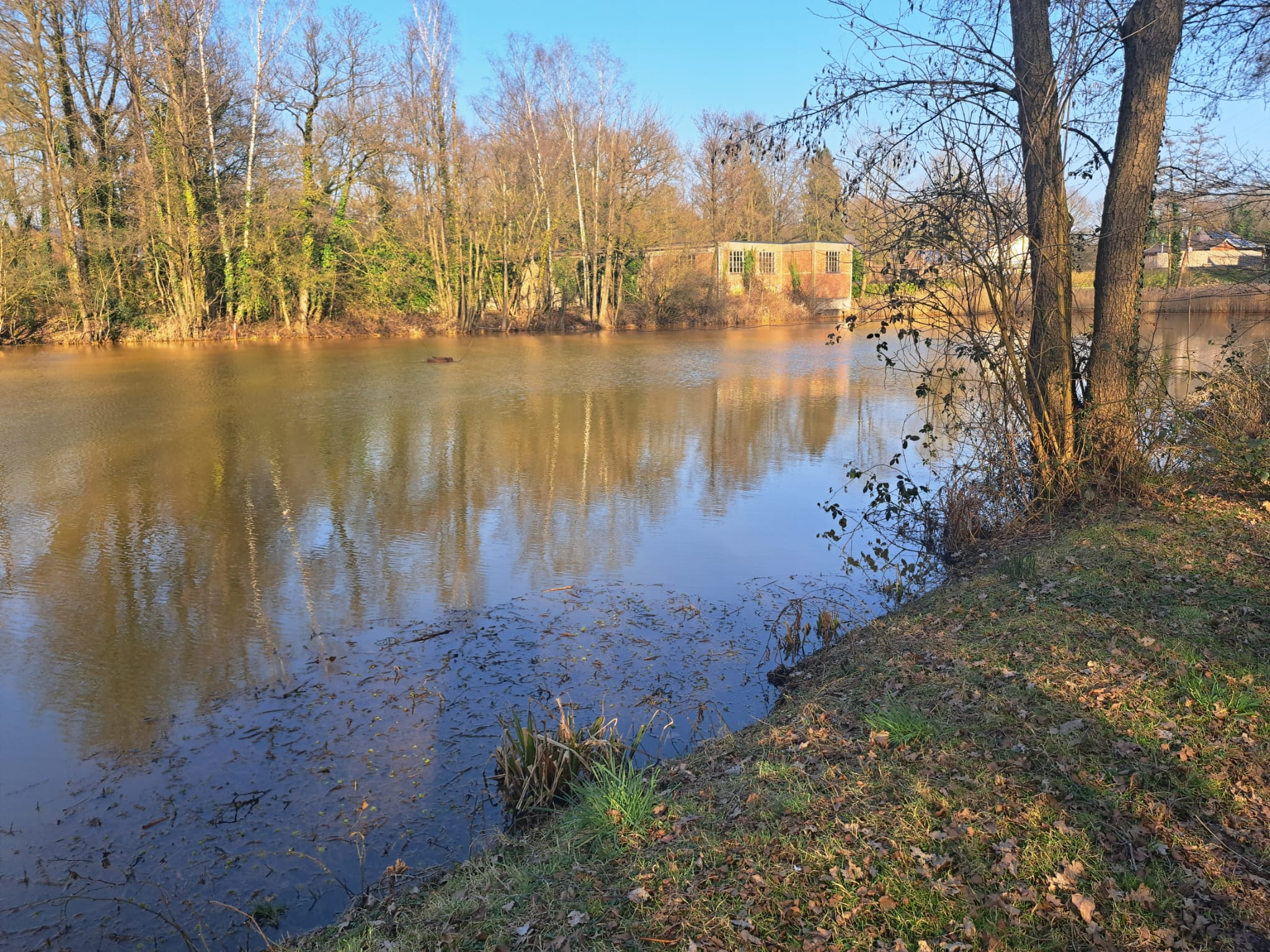
De zuidelijke vijver van het Kanaalke.
De Echelbeek nabij het Hortelbos.